# Hungerbach (Altmühl)
Der Hungerbach ist ein rechter Zufluss der Altmühl bei Treuchtlingen im mittelfränkischen Landkreis Weißenburg-Gunzenhausen.

## Verlauf
Der Hungerbach entspringt auf einer Höhe von 460 m ü. NN im Gebiet der Gemeinde Langenaltheim zwischen den Orten Höfen im Südwesten, Altheimersberg im Nordosten und Rutzenhof im Nordwesten. Er fließt anfangs beständig in nördliche Richtung parallel zur Bundesstraße 2. Südlich von Dietfurt in Mittelfranken knickt der Fluss nach Südosten um. Der Hungerbach mündet auf einer Höhe von 407 m ü. NN südwestlich von Dietfurt von rechts in die Altmühl.